# Hồ Wigry
Wigry(tiếng Litva: Vygriai) là một hồ nước nằm ở phía đông bắc của Ba Lan, ở Podlaskie Voivodeship.
Hồ Wigry nằm trong khu rừng của vùng hoang dã Augustów – cây mọc trên khoảng 80% bờ biển. Có 19 hòn đảo nhỏ hơn và lớn hơn trên hồ, trong vùng nước của nó phát triển mạnh tới 26 loài cá bao gồm pike, cá hồi và cá vược. Hồ và khu vực lân cận thuộc Công viên Quốc gia Wigry, có nghĩa là có một số quy định phải được khách du lịch tôn trọng. Wigry cũng được coi là khu vực được gọi là khu vực im lặng. Lều và lửa trại chỉ được phép ở những khu vực được chỉ định.
Hồ được sử dụng bởi những người chèo xuồng và du thuyền. Wigry, cũng như sông Czarna Hańcza, là một phần của con đường ca nô nổi tiếng của John Paul II.
Wigry cũng là tên của một chiếc xe đạp trẻ Ba Lan phổ biến trong những năm 1970 và 1980, cũng như tên của một đội bóng đá hạng 3 Ba Lan – Wigry Suwałki.